# Глебово (Старицкий район)
Глебово — деревня в Старицком районе Тверской области, входит в состав Степуринского сельского поселения.

## География
Деревня расположена на берегу речки Жидоховка в 9 км на северо-запад от центра поселения деревни Степурино и в 21 км на юго-восток от райцентра города Старицы.

## История
В 1565 году Ильинское (Глебово) было пожаловано царем Иваном Грозным Старицкому Успенскому монастырю. В описи принадлежащих Старицкому Успенскому монастырю земель и имущества, составленной в 1607 году, село Ильинское (Глебово) перечисляется как одна из многолюдных и богатых монастырских вотчин. Ему было приписано 22 деревни и 11 пустошей. В описной книге Старицкого Успенского монастыря 1741 года о селе Глебове говорится: «Село Глебово на речке Жидоховке, в том селе двор монастырской, другой скотной. Келья посельскаго монаха малая; погреб и надгробица деревянныя». В описании Глебова за 1760 год хозяйство монастыря приведено в большем размере. В следующих описаниях Успенского монастыря вотчина больше не упоминается, видимо село Глебово к 1764 году уже не принадлежало монастырю.
В селе Глебове находится каменная церковь, построенная в 1824 году на средства прихожан. Первое же упоминание о церкви относится к 1689 году, когда согласно «ввозной» грамоте на селе была построена деревянная церковь. Новый храм имел три престола: главный - во имя Богоявления Господня и приделы: правый - во имя Пророка Ильи и левый - во имя святителя Николая. Приделы расширены в 1888 году.
В конце XIX — начале XX века село входило в состав Дороховской волости Старицкого уезда Тверской губернии. В 1824 году в деревне была открыта церковно-приходская школа.
С 1929 года деревня входила в состав Бабынинского сельсовета Старицкого района Ржевского округа Западной области, с 1935 года — в составе Калининской области, с 1994 года — в составе Бабынинского сельского округа, с 2005 года — в составе Степуринского сельского поселения. 

## Население
| 1859 | 1886 | 2002 | 2008 | 2010 |
| ---- | ---- | ---- | ---- | ---- |
| 54   | ↘53  | ↘3   | ↘2   | ↘1   |

## Русская Правослвная церковь
С 2013 года в деревне расположено Архиерейское подворье Глебова женская пустынь при Богоявленском храме (1824).